# Journal des Dames et des Modes
Journal des dames et des modes (1912–1914) wurde von Tom Antongini (1877–1967) gegründet, Sekretär, Freund und Biograph des italienischen Dichters und Schriftstellers Gabriele D’Annunzio (1863–1938), welchem er 1910 von Italien nach Paris folgte.
Die erste Ausgabe erschien am 1. Juni 1912, das Blatt wurde regelmäßig dreimal im Monat ausgegeben. Mit dem Ausbruch des Ersten Weltkrieges erschien die letzte Ausgabe am 1. August 1914.

## Inhalt
Das Journal des Dames et des Modes wurde für Kenner, Ästheten und Liebhaber rarer Editionen entworfen und versuchte sich von bereits existierenden Zeitschriften, wie Femina und La Vie Parisienne, welche mit hohen Auflagen produziert wurden, zu unterscheiden.
Mit kostspieligem Layout, den Gesellschaftsspalten, poetischen Texten, bunten Anmerkungen und Modeberichten besetzte das Journal die Bühne der ästhetisierenden, glücklichen und optimistischen Gesellschaft im Aufschwung, genannt die Belle Époque.
Christina Nuzzi: Das Journal des Dames et des Modes war Ausdruck der feinsten Pariser Eleganz und von den begabtesten Designern und Illustratoren der Zeit veranschaulicht.
In jeder Ausgabe wurden sorgfältig sämtliche Neuheiten der Mode besprochen und jede Ausgabe enthielt ein bis fünf farbige Wiedergaben der aktuellen Vorstellungen der Mode-Designer, welche von Grafikern und Künstlern erstellt wurden. Diese Fashion Plates mit der Überschrift Costumes Parisiens wurden handkoloriert mit Pochoir-Technik auf Radierungen und dies auf Büttenpapier gefertigt.
Die künstlerischen Beiträge wurden bei einigen herausragenden Künstlern, aber auch jungen und vielversprechenden Künstlern, in Auftrag gegeben. Am häufigsten war George Barbier vertreten, welcher bekannt für die Qualität seiner Illustrationen war. Weitere Künstler waren Léon Bakst, Roger Broders, Bernard Boutet de Monvel, Umberto Brunelleschi, H. Robert Dammy, Paul Iribe, Charles Martin, Fernand Siméon und Gerda Wegener. Im Wesentlichen wurden Mode-Geschichten an Frauen, manchmal auch an Kindern oder Männern, dargestellt.
Für den Text verfügte das Magazin über die Zusammenarbeit bekannter Schriftsteller und Literaten der Zeit, darunter Henri Duvernois, Marcel Boulenger, Anatole France, Paul Margueritte, Jean Cocteau und viele mehr.
Rückblickend repräsentierte das Magazin nicht nur die Pariser Kultur der Zeit, sondern spiegelte auch das Fin de Siècle wider.
Ein Großteil der Ausgaben ist noch heute antiquarisch in Galerien oder auf Sammlerbörsen beziehbar. Die Fashion Plates „Costumes Parisiens“ als Nachdrucke der Originalausgaben.